# Кеттвиг (Эссен)

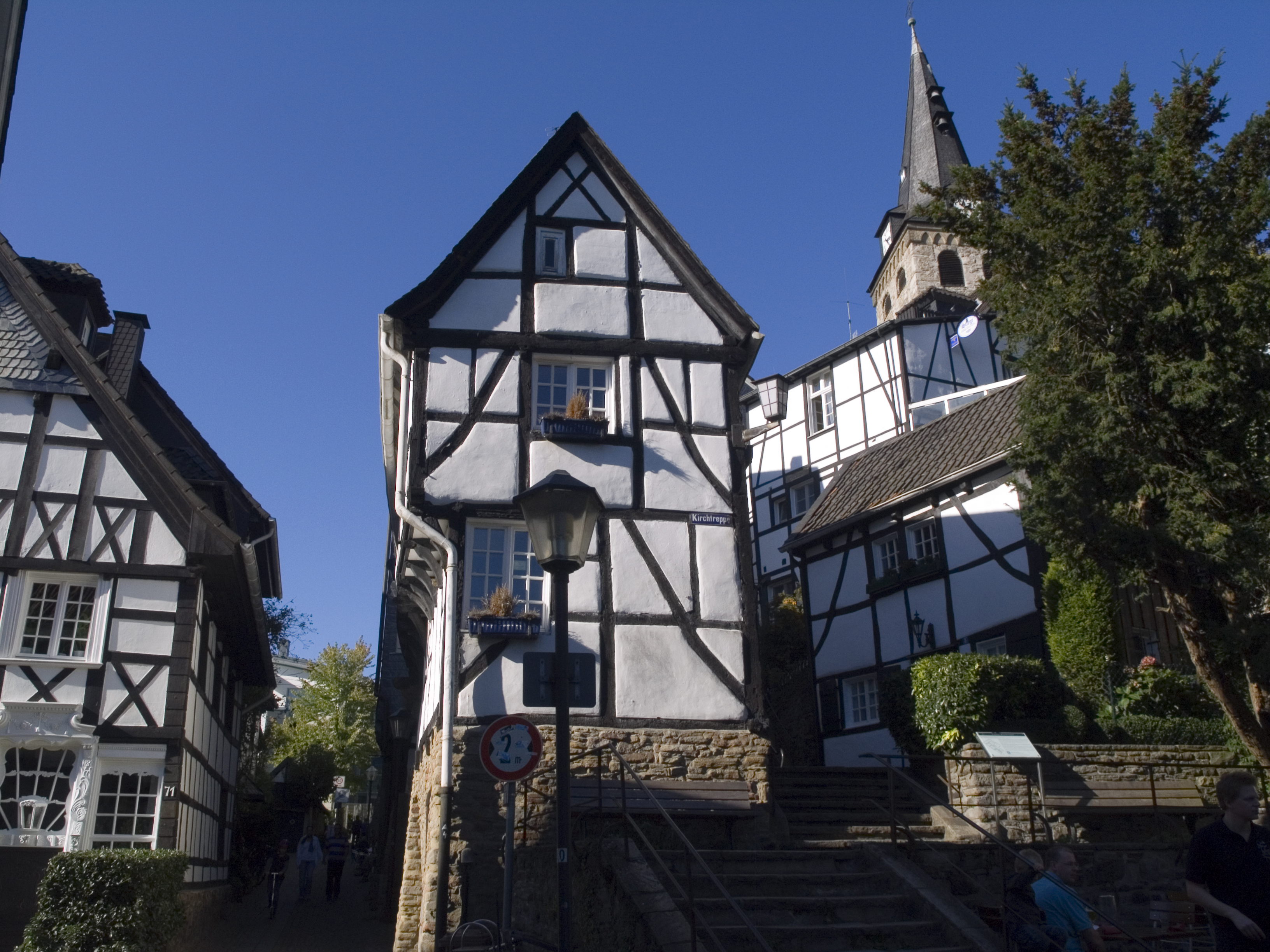
Уголок старого города

Кеттвиг (нем. Kettwig) — административный район города Эссен (Германия, федеральная земля Северный Рейн-Вестфалия). Расположен в юго-западной оконечности города на берегу реки Рур. Имея площадь 15 км², Кеттвиг является самым большим по площади административным районом Эссена.

На востоке Кеттвиг граничит с районами Шуир, Верден и Хайдхаузен.

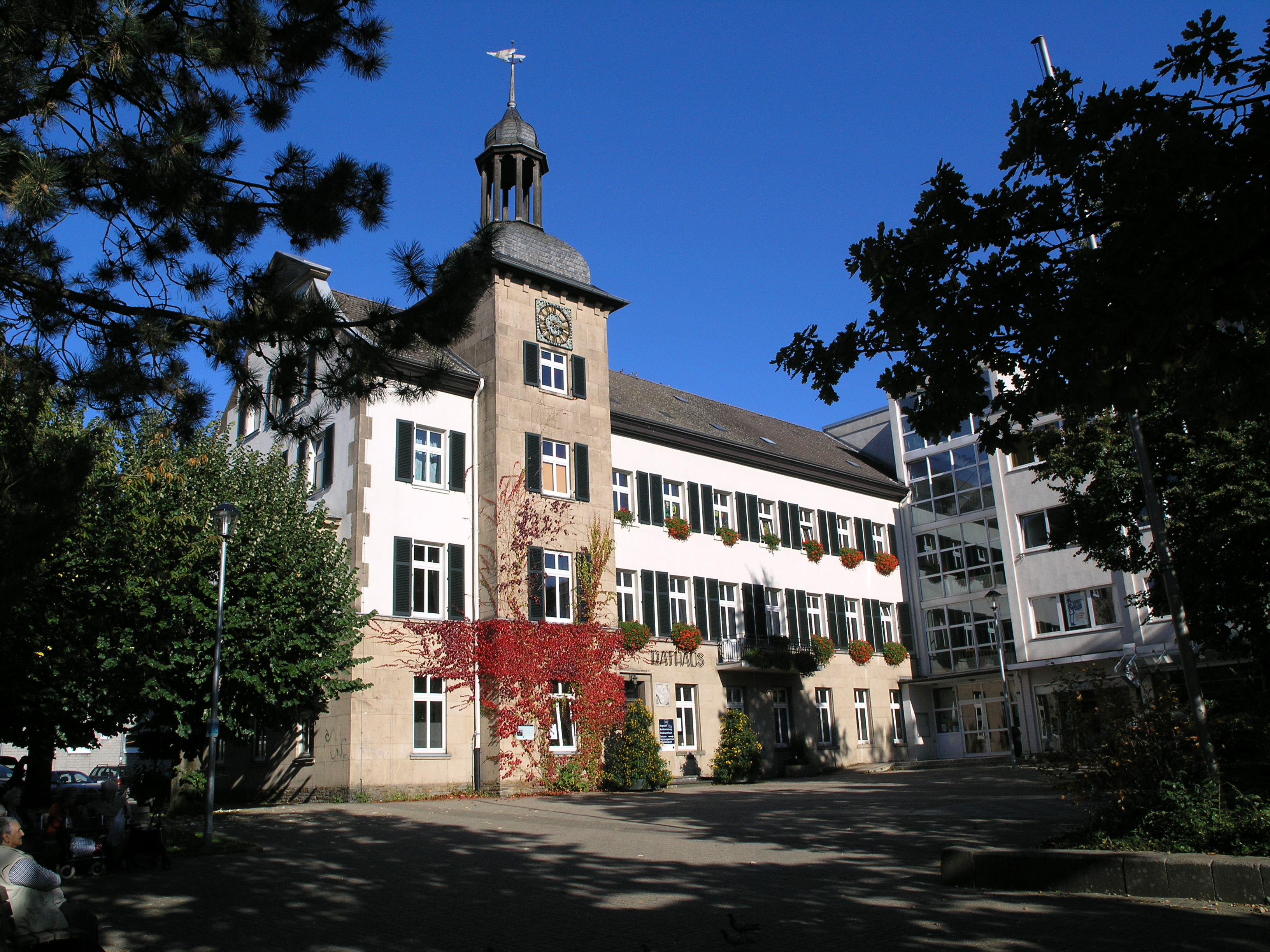
Burgermeister-Fiedler-Platz, здание ратуши Кеттвига

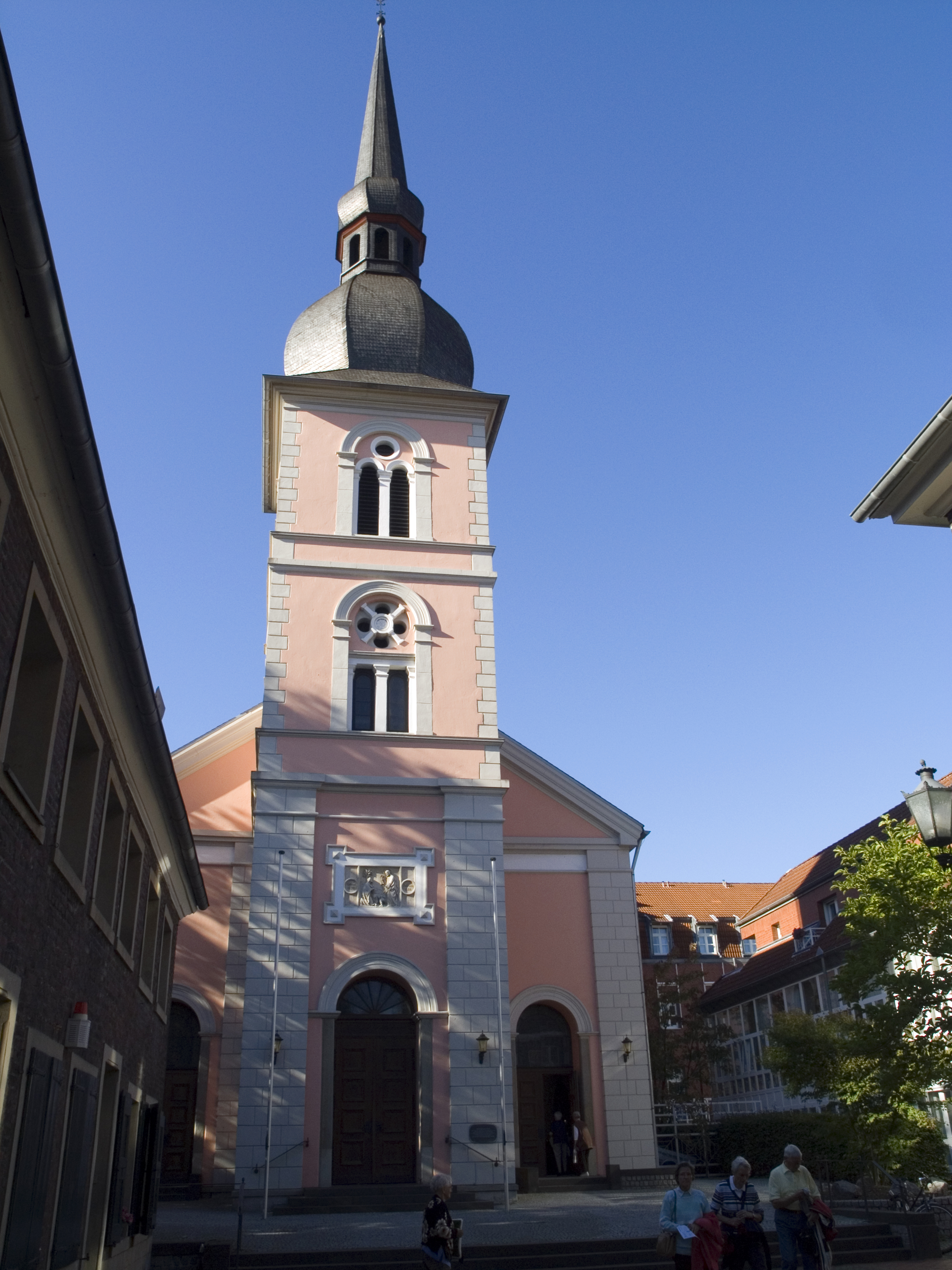
Церковь Святого Петра

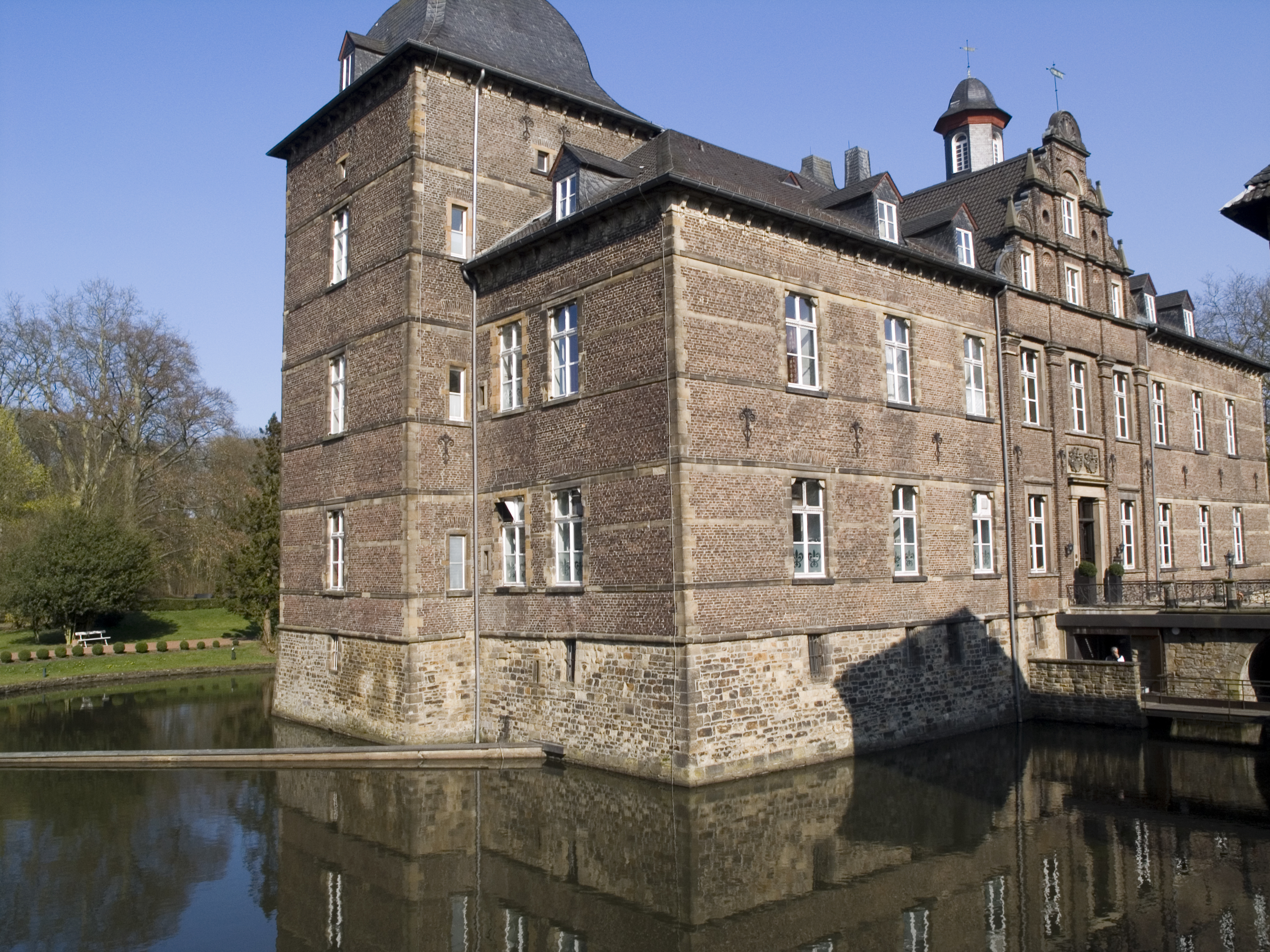
Замок Гугенпёт

## История
Впервые Кеттвиг упоминается в 1282 году, как место, на котором стоит мост через Рур. Эта переправа жестоко штурмовалась в ходе Тридцатилетней войны. Вплоть до 1802 года Кеттвиг принадлежал Верденскому аббатству. В 1806 году Кеттвиг был присоединён к Великому герцогству Берг. В 1814 году Кеттвиг входит в состав Пруссии, при этом его часть, лежащая на северном берегу Рура, до 1 августа 1829 года входила в округ города Дуйсбург, а после — в округ Эссена. С 1857 года Эссен — самостоятельный город. Часть Кеттвига, лежащая на южном берегу Рура, до 15 мая 1930 года входила в состав района Дюссельдорф-Меттманн.

Поскольку в Кеттвиге не было военной промышленности, а только суконное производство, то это послужило тем фактором, которое спасло его от бомбардировок союзнической авиацией в годы второй мировой войны. Это позволило сохраниться историческому центру Кеттвига с его старинными фахверковыми домами.

Несмотря на массовые протесты населения Кеттвига, 1 января 1975 года он был включен в состав города Эссен в качестве административного района. При этом самая западная часть Кеттвига — Минтард — вошла в состав города Мюльхайм-ан-дер-Рур. В 1996 году был проведен референдум, в ходе которого 55% населения Кеттвига выразило желание на восстановление самостоятельности города, но Кеттвиг так и был оставлен в составе города Эссен. Но даже и сейчас жители Кеттвига не признают принадлежность своего города Эссену, о чем свидетельствует название железнодорожной станции «Кеттвиг», а не «Эссен-Кеттвиг». Даже телефонный код Кеттвига не такой, как у остального Эссена.

## Достопримечательности
- Церковь на рынке в самом центре старой части города стала протестантской в 1592 году. Башня высотой 40 м была построена в XIII веке. Само церковное здание в форме базилики было построено в 1721 году[1].
- Католическая церковь Святого Петра была освящена в 1830 году . Архитекторы — Отто фон Глоеден, Адольф фон Фагедес при участии Карла Фридриха Шинкеля. Барочная башня была возведена в 1886 году. Барочный алтарь перевезен из монастыря Святой Екатерины в Герресхайме. В 1975—1976 годах была проведена капитальная реставрация церкви.
- Ратуша Кеттвига (бывшее здание суконной фабрики)
- Замок Гугенпот
- Замок Ёфте
- Замок Ландсберг
- Каменный мост через Мельничный ров (1786 год)
- Руины замка Луттельнау (XIV век)